# UCI-Cyclocross-Saison 2017/18
Die Cyclocross-Saison 2017/2018 reichte vom 1. August 2017 bis zum 28. Februar 2018. Sie bestand aus den im internationalen UCI-Kalender registrierten Cyclocrossrennen.

## Klassifikation
Zum internationalen Cyclocross-Kalender gehörten folgende Rennklassen (siehe auch UCI-Kategorie):
- die Weltmeisterschaften (CM) Anfang Februar;
- die kontinentalen Meisterschaften in Europa und in Amerika (CC);
- die nationalen Meisterschaften (CN), die über die Saison verteilt stattfanden, meist aber Anfang Januar;
- die 9 Rennen des Weltcups 2017/2018 (CDM);
- zahlreiche weitere Rennen der Klassen C1 und C2.

Die C1- und C2-Rennen gehörten oft nationalen Rennserien an, worunter die Superprestige-Serie und DVV Trofee in Belgien hervorstachen. Daneben gab es weitere Rennen auf den nationalen Kalendern der einzelnen Radsportverbände, die an dieser Stelle nicht berücksichtigt sind.

## Kalender
Die untenstehende Liste führt die Weltcup-Rennen sowie die der Klassen C1 und C2 auf, die in der Regel bei Männern und Frauen durchgeführt wurden. Es sind nur die Sieger der Kategorie Elite genannt.
| Datum         | Ort              | Rennen                                                           | Klasse | Sieger                | Siegerin                  |
| ------------- | ---------------- | ---------------------------------------------------------------- | ------ | --------------------- | ------------------------- |
| 26. Aug. 2017 | Essendon         | Cyclo-cross National Series Round 5                              | C2     | Chris Jongewaard      | Peta Mullens              |
| 27. Aug. 2017 | Essendon         | Cyclo-cross National Series Round 6                              | C2     | Garry Millburn        | Samantha Runnels          |
| 3. Sep. 2017  | Peking           | QianSen Trophy Fengtai Changxindian                              | C1     | Yorben van Tichelt    | Joyce Vanderbeken         |
| 6. Sep. 2017  | Peking           | QianSen Trophy Yanqing                                           | C1     | Yorben van Tichelt    | Joyce Vanderbeken         |
| 9. Sep. 2017  | Rochester        | Rochester Cyclocross #1                                          | C1     | Stephen Hyde          | Ellen Noble               |
| 10. Sep. 2017 | Eeklo            | GP Stad Eeklo (Brico Cross)                                      | C1     | Mathieu van der Poel  | Sanne Cant                |
| 10. Sep. 2017 | Rochester        | Rochester Cyclocross #2                                          | C2     | Kerry Werner          | Kaitlin Keough            |
| 15. Sep. 2017 | Iowa City        | Jingle Cross #1                                                  | C1     | Laurens Sweeck        | Kaitlin Keough            |
| 17. Sep. 2017 | Iowa City        | Weltcup #1                                                       | CDM    | Mathieu van der Poel  | Kateřina Nash             |
| 17. Sep. 2017 | Iowa City        | Jingle Cross #2                                                  | C2     | Gianni Vermeersch     | Sunny Gilbert             |
| 17. Sep. 2017 | Baden            | Süpercross Baden (EKZ CrossTour #1)                              | C1     | Klaas Vantornout      | Annemarie Worst           |
| 20. Sep. 2017 | Las Vegas        | CrossVegas                                                       | C1     | Laurens Sweeck        | Kateřina Nash             |
| 22. Sep. 2017 | Waterloo         | Trek Cup                                                         | C2     | Mathieu van der Poel  | Katherine Compton         |
| 24. Sep. 2017 | Illnau           | Radcross Illnau                                                  | C2     | David van der Poel    | Marlène Morel-Petitgirard |
| 24. Sep. 2017 | Waterloo         | Weltcup #2                                                       | CDM    | Mathieu van der Poel  | Sanne Cant                |
| 28. Sep. 2017 | Slaný            | Toi Toi Cup #1                                                   | C1     | Philipp Walsleben     | Pavla Havlíková           |
| 29. Sep. 2017 | Thompsonville    | KMC Cross Fest #1                                                | C1     | Tobin Ortenblad       | Kaitlin Keough            |
| 30. Sep. 2017 | Neerpelt         | GP Neerpelt (Soudal Classics)                                    | C2     | Laurens Sweeck        | Ellen Van Loy             |
| 30. Sep. 2017 | Poprad           | GP Poprad                                                        | C2     | Marek Konwa           | Janka Keseg Števková      |
| 30. Sep. 2017 | West Sacramento  | West Sacramento Cyclocross GP #1                                 | C2     | Anthony Clark         | Kateřina Nash             |
| 1. Okt. 2017  | Gieten           | Veldrit Gieten (Superprestige #1)                                | C1     | Mathieu van der Poel  | Maud Kaptheijns           |
| 1. Okt. 2017  | Bern             | EKZ CrossTour #2                                                 | C2     | Marcel Wildhaber      | Jolanda Neff              |
| 1. Okt. 2017  | Thompsonville    | KMC Cross Fest #2                                                | C1     | Tobin Ortenblad       | Emma White                |
| 1. Okt. 2017  | West Sacramento  | West Sacramento Cyclocross GP #2                                 | C2     | Lance Haidet          | Kateřina Nash             |
| 7. Okt. 2017  | Meulebeke        | Berencross (Brico Cross)                                         | C2     | Mathieu van der Poel  | Sanne Cant                |
| 7. Okt. 2017  | Jabkenice        | Toi Toi Cup #2                                                   | C2     | Tomáš Paprstka        | Pavla Havlíková           |
| 7. Okt. 2017  | Baltimore        | Charm City Cross #1                                              | C2     | Tobin Ortenblad       | Kaitlin Keough            |
| 8. Okt. 2017  | Helsingør        | Kronborg Cyclocross                                              | C2     | David Eriksson        | Caroline Bohé             |
| 8. Okt. 2017  | Raková           | Cyclocross Raková                                                | C2     | Tomáš Paprstka        | Janka Keseg Števková      |
| 8. Okt. 2017  | Derby            | National Trophy Series #1                                        | C2     | Ian Field             | Beth Crumpton             |
| 8. Okt. 2017  | Lutterbach       | Cyclo-Cross International de la Solidarité                       | C2     | David van der Poel    | Lucie Chainel             |
| 8. Okt. 2017  | Ronse            | GP Mario De Clercq (DVV Trofee #1)                               | C1     | Lars van der Haar     | Katherine Compton         |
| 8. Okt. 2017  | Baltimore        | Charm City Cross #2                                              | C1     | Stephen Hyde          | Kaitlin Keough            |
| 9. Okt. 2017  | Nakauchi         | Ibaraki Cyclo-cross Toride round                                 | C1     | Hikaru Kosaka         | Miyoko Karami             |
| 14. Okt. 2017 | Hlinsko          | Toi Toi Cup #3                                                   | C2     | Tomáš Paprstka        | Pavla Havlíková           |
| 14. Okt. 2017 | Kruibeke         | Polderscross Kruibeke (Brico Cross)                              | C2     | Mathieu van der Poel  | Katherine Compton         |
| 14. Okt. 2017 | Gloucester       | Grand Prix of Gloucester #1                                      | C2     | Tobin Ortenblad       | Emma White                |
| 14. Okt. 2017 | Boulder City     | US Open of Cyclocross #1                                         | C2     | James Driscoll        | Erin Huck                 |
| 15. Okt. 2017 | Besançon         | Coupe de France #1                                               | C1     | Steve Chainel         | Lucie Chainel             |
| 15. Okt. 2017 | Zonhoven         | Cyclocross Zonhoven (Superprestige #2)                           | C1     | Mathieu van der Poel  | Maud Kaptheijns           |
| 15. Okt. 2017 | Aigle            | EKZ CrossTour #3                                                 | C2     | Marcel Wildhaber      | Helen Wyman               |
| 15. Okt. 2017 | Boulder City     | US Open of Cyclocross #2                                         | C2     | Garry Millburn        | Courtenay McFadden        |
| 15. Okt. 2017 | Gloucester       | Grand Prix of Gloucester #2                                      | C2     | Tobin Ortenblad       | Ellen Noble               |
| 19. Okt. 2017 | Ardooie          | Kermiscross                                                      | C2     | Wout van Aert         | Katherine Compton         |
| 21. Okt. 2017 | Boom             | Schorrecross (Superprestige #3)                                  | C1     | Wout van Aert         | Maud Kaptheijns           |
| 21. Okt. 2017 | Podbrezová       | Cyclocross International Podbrezová                              | C2     | Tomáš Paprstka        | Janka Keseg Števková      |
| 21. Okt. 2017 | Midland          | The Silver Goose #1                                              | C2     | Jack Kisseberth       | Ruby West                 |
| 21. Okt. 2017 | Washington       | DCCX #1                                                          | C2     | Kerry Werner          | Arley Kemmerer            |
| 22. Okt. 2017 | Koksijde         | Duinencross Koksijde (Weltcup #3)                                | CDM    | Mathieu van der Poel  | Maud Kaptheijns           |
| 22. Okt. 2017 | Balan            | Cyclo-cross de Balan Ardennes                                    | C2     | Braam Merlier         | Jade Wiel                 |
| 22. Okt. 2017 | Stockholm        | Stockholm Cyclocross                                             | C2     | Martin Eriksson       | Ida Jansson               |
| 22. Okt. 2017 | Ternitz          | Tage des Querfeldeinsports                                       | C2     | Martin Haring         | Magdalena Mišoňová        |
| 22. Okt. 2017 | Washington       | DCCX #2                                                          | C2     | Kerry Werner          | Carla Williams            |
| 22. Okt. 2017 | Midland          | The Silver Goose #2                                              | C2     | Jack Kisseberth       | Ruby West                 |
| 24. Okt. 2017 | Woerden          | Nacht van Woerden                                                | C2     | Lars van der Haar     | Helen Wyman               |
| 28. Okt. 2017 | Dolná Krupá      | GP Dolná Krupa                                                   | C2     | Martin Haring         | Janka Keseg Števková      |
| 28. Okt. 2017 | Laudio           | Ziklokrosa Laudio (Copa de España #1)                            | C2     | Felipe Orts           | Aida Nuño Palacio         |
| 28. Okt. 2017 | ’s-Hertogenbosch | Grote Prijs van Brabant                                          | C1     | Mathieu van der Poel  | Maud Kaptheijns           |
| 28. Okt. 2017 | Holé Vrchy       | Toi Toi Cup #4                                                   | C2     | Tomáš Paprstka        | Pavla Havlíková           |
| 28. Okt. 2017 | Covington        | Cincinnati Cross Devou Park                                      | C1     | Stephen Hyde          | Kaitlin Keough            |
| 28. Okt. 2017 | Jamesburg        | HPCX #1                                                          | C2     | Jack Kisseberth       | Samantha Runnels          |
| 29. Okt. 2017 | Inawashiro       | Tohoku CX Project Inawashiro Round                               | C2     | Hikaru Kosaka         | Eri Yonamine              |
| 29. Okt. 2017 | Contern          | Grand-Prix de la Commune de Contern                              | C2     | Daan Soete            | Helen Wyman               |
| 29. Okt. 2017 | Abergavenny      | National Trophy Series #2                                        | C1     | Thomas Pidcock        | Beth Crumpton             |
| 29. Okt. 2017 | Trnava           | GP Trnava                                                        | C2     | Martin Haring         | Nadja Heigl               |
| 29. Okt. 2017 | Hittnau          | EKZ CrossTour #4                                                 | C1     | Marcel Meisen         | Lucie Chainel             |
| 29. Okt. 2017 | Ruddervoorde     | Cyclocross Ruddervoorde (Superprestige #4)                       | C1     | Mathieu van der Poel  | Maud Kaptheijns           |
| 29. Okt. 2017 | Cincinnati       | Harbin Park International                                        | C2     | Stephen Hyde          | Ellen Noble               |
| 29. Okt. 2017 | Jamesburg        | HPCX #2                                                          | C2     | Scott Smith           | Samantha Runnels          |
| 1. Nov. 2017  | Oudenaarde       | Koppenbergcross (DVV Trofee #2)                                  | C1     | Mathieu van der Poel  | Helen Wyman               |
| 1. Nov. 2017  | Mailand          | Trofeo Mamma & Papà Guerciotti                                   | C2     | Marcel Meisen         | Eva Lechner               |
| 3. Nov. 2017  | Chiba            | Starlight Cross                                                  | C2     | Kohei Maeda           | Eri Yonamine              |
| 4. Nov. 2017  | Louisville       | The Derby City Cup                                               | C1     | Stephen Hyde          | Katherine Compton         |
| 5. Nov. 2017  | Karrantza        | Cyclocross de Karrantza (Copa de España #2)                      | C2     | Vincent Baestaens     | Lucía González            |
| 11. Nov. 2017 | Uničov           | Toi Toi Cup #5                                                   | C2     | Daan Soete            | Pavla Havlíková           |
| 11. Nov. 2017 | Niel             | Jaarmarktcross Niel (Soudal Classics)                            | C2     | Toon Aerts            | Nikki Brammeier           |
| 11. Nov. 2017 | Northampton      | The Northampton International #1                                 | C2     | Curtis White          | Emma White                |
| 12. Nov. 2017 | Gavere           | Cyclocross Gavere (Superprestige #5)                             | C1     | Wout van Aert         | Ellen Van Loy             |
| 12. Nov. 2017 | La Mézière       | Coupe de France #2                                               | C1     | Francis Mourey        | Lucie Chainel             |
| 12. Nov. 2017 | Madiswil         | Flückiger Cross Madiswil                                         | C2     | Lars Forster          | Eva Lechner               |
| 12. Nov. 2017 | Shrewsbury       | National Trophy Series #3                                        | C2     | Ian Field             | Harriet Harnden           |
| 12. Nov. 2017 | Elorrio          | Elorrioko Basqueland Ziklokrosa (Copa de España #3)              | C2     | Felipe Orts           | Helen Wyman               |
| 12. Nov. 2017 | Košice           | GP Košice                                                        | C2     | Martin Haring         | Barbara Benkó             |
| 12. Nov. 2017 | Tulsa            | Cyntergy Hurtland                                                | C2     | Cody Kaiser           | Caroline Mani             |
| 12. Nov. 2017 | Northampton      | The Northampton International #2                                 | C2     | Curtis White          | Emma White                |
| 18. Nov. 2017 | Suffern          | Supercross #1                                                    | C2     | Kerry Werner          | Christel Ferrier Bruneau  |
| 18. Nov. 2017 | Indianapolis     | Major Taylor Cross Cup #1                                        | C2     | Gage Hecht            | Sunny Gilbert             |
| 18. Nov. 2017 | Los Angeles      | CXLA Weekend #1                                                  | C2     | Tobin Ortenblad       | Caroline Mani             |
| 19. Nov. 2017 | Takashima        | Kansai Cyclo Cross Makino Round                                  | C2     | Hikaru Kosaka         | Eri Yonamine              |
| 19. Nov. 2017 | Stadl-Paura      | Int. Radquerfeldein GP Lambach                                   | C2     | Thijs van Amerongen   | Sara Casasola             |
| 19. Nov. 2017 | Bogense          | Weltcup #4                                                       | CDM    | Mathieu van der Poel  | Sanne Cant                |
| 19. Nov. 2017 | Suffern          | Supercross #2                                                    | C2     | Curtis White          | Christel Ferrier Bruneau  |
| 19. Nov. 2017 | Indianapolis     | Major Taylor Cross Cup #2                                        | C2     | Michael van den Ham   | Sunny Gilbert             |
| 19. Nov. 2017 | Los Angeles      | CXLA Weekend #2                                                  | C2     | Tobin Ortenblad       | Caroline Mani             |
| 25. Nov. 2017 | Minamimaki       | Rapha Supercross Nobeyama #1                                     | C2     | Emil Hekele           | Samantha Runnels          |
| 25. Nov. 2017 | Zeven            | Poldercross Zeven (Weltcup #5)                                   | CDM    | Wout van Aert         | Sanne Cant                |
| 26. Nov. 2017 | Minamimaki       | Rapha Supercross Nobeyama #2                                     | C2     | Chris Jongewaard      | April McDonough           |
| 26. Nov. 2017 | Hamme            | Flandriencross (DVV Trofee #3)                                   | C1     | Mathieu van der Poel  | Sanne Cant                |
| 26. Nov. 2017 | Gravesend        | National Trophy Series #4                                        | C2     | Braam Merlier         | Ffion James               |
| 26. Nov. 2017 | Brugherio        | International Cyclocross Selle SMP                               | C2     | Gioele Bertolini      | Eva Lechner               |
| 2. Dez. 2017  | Jabkenice        | Toi Toi Cup #6                                                   | C2     | Marek Konwa           | Pavla Havlíková           |
| 2. Dez. 2017  | Nyon             | Cyclocross International Nyon                                    | C2     | Clément Venturini     | Jasmin Egger-Achermann    |
| 2. Dez. 2017  | Hasselt          | GP van Hasselt (Soudal Classics)                                 | C1     | Corné van Kessel      | Loes Sels                 |
| 2. Dez. 2017  | Broken Arrow     | Ruts 'n' Guts #1                                                 | C1     | Tobin Ortenblad       | Crystal Anthony           |
| 2. Dez. 2017  | Warwick          | NBX Grand Prix of Cross #1                                       | C2     | Jeremy Powers         | Ruby West                 |
| 3. Dez. 2017  | Utsunomiya       | Utsunomiya Cyclocross Series                                     | C2     | Felipe Orts           | Samantha Runnels          |
| 3. Dez. 2017  | Jablines         | Coupe de France #3                                               | C1     | Fabien Canal          | Christine Majerus         |
| 3. Dez. 2017  | Mol              | Zilvermeercross                                                  | C2     | David van der Poel    | Lucinda Brand             |
| 3. Dez. 2017  | Sitten           | Cyclocross International Sion-Valais                             | C2     | Clément Venturini     | Jasmin Egger-Achermann    |
| 3. Dez. 2017  | Broken Arrow     | Ruts 'n' Guts #2                                                 | C2     | Tobin Ortenblad       | Caroline Mani             |
| 3. Dez. 2017  | Warwick          | NBX Grand Prix of Cross #2                                       | C2     | Justin Lindine        | Ruby West                 |
| 6. Dez. 2017  | Manlleu          | Ciclocros Joan Soler                                             | C2     | Felipe Orts           | Helen Wyman               |
| 8. Dez. 2017  | Ametzaga         | Trofeo San Andres de Ciclo-cross                                 | C2     | Javier Ruiz           | Aida Nuño Palacio         |
| 8. Dez. 2017  | Les Franqueses   | Gran Premi Les Franqueses                                        | C2     | Ismael Esteban        | Magdalena Durán García    |
| 8. Dez. 2017  | Treviso          | Ciclocross del Ponte                                             | C2     | Gioele Bertolini      | Eva Lechner               |
| 9. Dez. 2017  | Kolín            | Toi Toi Cup #7                                                   | C1     | David van der Poel    | Nikola Nosková            |
| 9. Dez. 2017  | Gorizia          | Gran Premio Luzinis                                              | C2     | Gioele Bertolini      | Francesca Baroni          |
| 9. Dez. 2017  | Essen            | Cyclocross Essen (DVV Trofee #4)                                 | C1     | Mathieu van der Poel  | Sanne Cant                |
| 9. Dez. 2017  | Hendersonville   | North Carolina Grand Prix #1                                     | C2     | Kerry Werner          | Ruby West                 |
| 9. Dez. 2017  | Garland          | Resolution Cross Cup #1                                          | C2     | Tobin Ortenblad       | Courtenay McFadden        |
| 10. Dez. 2017 | Overijse         | Druivencross                                                     | C1     | Mathieu van der Poel  | Pauline Ferrand-Prévot    |
| 10. Dez. 2017 | Bradford         | National Trophy Series #5                                        | C2     | Braam Merlier         | Ffion James               |
| 10. Dez. 2017 | Igorre           | Ziklokross Igorre                                                | C2     | Wietse Bosmans        | Elle Anderson             |
| 10. Dez. 2017 | Eschenbach       | EKZ CrossTour #5                                                 | C1     | Marcel Meisen         | Eva Lechner               |
| 10. Dez. 2017 | Hendersonville   | North Carolina Grand Prix #2                                     | C2     | Kerry Werner          | Ruby West                 |
| 10. Dez. 2017 | Garland          | Resolution Cross Cup #2                                          | C2     | Tobin Ortenblad       | Crystal Anthony           |
| 16. Dez. 2017 | Antwerpen        | Scheldecross (DVV Trofee #5)                                     | C1     | Mathieu van der Poel  | Sanne Cant                |
| 17. Dez. 2017 | Valencia         | Cyclo-Cross Internacional Ciudad de Valencia (Copa de España #4) | C2     | Felipe Orts           | Lucía González            |
| 17. Dez. 2017 | Namur            | Citadelcross (Weltcup #6)                                        | CDM    | Wout van Aert         | Evie Richards             |
| 23. Dez. 2017 | Sint-Niklaas     | Waaslandcross (Soudal Classics)                                  | C2     | Wout van Aert         | Lucinda Brand             |
| 26. Dez. 2017 | Dagmersellen     | Internationales Radquer Dagmersellen                             | C2     | Lars Forster          | Sina Frei                 |
| 26. Dez. 2017 | Heusden-Zolder   | Cyclocross Zolder (Weltcup #7)                                   | CDM    | Mathieu van der Poel  | Sanne Cant                |
| 28. Dez. 2017 | Loenhout         | Azencross (DVV Trofee #6)                                        | C1     | Mathieu van der Poel  | Sanne Cant                |
| 29. Dez. 2017 | Bredene          | Sylvestercross Bredene (Brico Cross)                             | C2     | Wout van Aert         | Alice Maria Arzuffi       |
| 30. Dez. 2017 | Flamanville      | Coupe de France #4                                               | C1     | Clément Venturini     | Christine Majerus         |
| 30. Dez. 2017 | Diegem           | Veldrit Gieten (Superprestige #6)                                | C1     | Mathieu van der Poel  | Sanne Cant                |
| 1. Jan. 2018  | Baal             | GP Sven Nys (DVV Trofee #7)                                      | C1     | Mathieu van der Poel  | Katherine Compton         |
| 1. Jan. 2018  | Pétange          | Grand-Prix Hotel Threeland                                       | C2     | Marcel Meisen         | Christine Majerus         |
| 2. Jan. 2018  | Meilen           | EKZ CrossTour #6                                                 | C1     | Quinten Hermans       | Jolanda Neff              |
| 6. Jan. 2018  | Abadiño          | Abadiñoko Udala Saria Ziklokrosa                                 | C2     | Felipe Orts           | Lucía González            |
| 6. Jan. 2018  | Huijbergen       | Cyclo Cross Huijbergen                                           | C2     | Twan van den Brand    | Inge van der Heijden      |
| 7. Jan. 2018  | Leuven           | Stellacross (Soudal Classics)                                    | C1     | Corné van Kessel      | Loes Sels                 |
| 7. Jan. 2018  | Ipswich          | National Trophy Series #6                                        | C2     | Braam Merlier         | Bethany Crumpton          |
| 15. Jan. 2018 | Otegem           | Cyclocross Otegem                                                | C2     | Mathieu van der Poel  | Sanne Cant                |
| 20. Jan. 2018 | Zonnebeke        | Kasteelcross Zonnebeke                                           | C2     | Wietse Bosmans        | Thalita de Jong           |
| 21. Jan. 2018 | Valongo          | Ciclocrosse Internacional de Valongo                             | C2     | Vítor Santos          | Aida Nuño Palacio         |
| 21. Jan. 2018 | Vittorio Veneto  | Gran Premio Città di Vittorio Veneto                             | C2     | Cristian Cominelli    | Sara Casasola             |
| 21. Jan. 2018 | Leudelange       | Grand Prix Möbel Alvisse                                         | C2     | Dieter Vanthourenhout | Thalita de Jong           |
| 21. Jan. 2018 | Nommay           | GP Nommay (Weltcup #8)                                           | CDM    | Mathieu van der Poel  | Katherine Compton         |
| 27. Jan. 2018 | Rucphen          | Internationale Cyclocross Rucphen                                | C2     | David van der Poel    | Loes Sels                 |
| 28. Jan. 2018 | Hoogerheide      | GP Adrie van der Poel (Weltcup #9)                               | CDM    | Mathieu van der Poel  | Sanne Cant                |
| 7. Feb. 2018  | Maldegem         | Parkcross Maldegem (Brico Cross)                                 | C2     | Laurens Sweeck        | Marianne Vos              |
| 10. Feb. 2018 | Lille            | Krawatencross (DVV Trofee #8)                                    | C1     | Mathieu van der Poel  | Sanne Cant                |
| 11. Feb. 2018 | Hoogstraten      | Aardbeiencross (Superprestige #7)                                | C1     | Mathieu van der Poel  | Sanne Cant                |
| 17. Feb. 2018 | Middelkerke      | Noordzeecross (Superprestige #8)                                 | C1     | Mathieu van der Poel  | Sanne Cant                |
| 18. Feb. 2018 | Hulst            | Vestingcross (Brico Cross)                                       | C2     | Mathieu van der Poel  | Laura Verdonschot         |
| 25. Feb. 2018 | Oostmalle        | Internationale Sluitingsprijs                                    | C1     | Mathieu van der Poel  | Loes Sels                 |

## Wertungen
| Serie                  | Land           | Sieger               | Siegerin              |
| ---------------------- | -------------- | -------------------- | --------------------- |
| Weltcup                | international  | Mathieu van der Poel | Sanne Cant            |
| Superprestige          | Belgien        | Mathieu van der Poel | Sanne Cant            |
| DVV Trofee             | Belgien        | Mathieu van der Poel | Katherine Compton     |
| Coupe de France        | Frankreich     | Fabien Canal         | Lucie Chainel-Lefèvre |
| National Trophy Series | Großbritannien | Ian Field            | Bethany Crumpton      |
| EKZ CrossTour          | Schweiz        | Marcel Wildhaber     | Pavla Havlíková       |
| Copa de España         | Spanien        | Felipe Orts          | Lucía González        |
| Toi Toi Cup            | Tschechien     | Tomáš Paprstka       | Pavla Havlíková       |

## Meisterschaften

### Welt- und Kontinentalmeisterschaften
| Bereich                    | Datum           | Ort        | Meister              | Meisterin         |
| -------------------------- | --------------- | ---------- | -------------------- | ----------------- |
| Weltmeisterschaften        | 3.–4. Feb. 2018 | Valkenburg | Wout van Aert        | Sanne Cant        |
| Europameisterschaften      | 5. Nov. 2017    | Tábor      | Mathieu van der Poel | Sanne Cant        |
| Panamerika-Meisterschaften | 5. Nov. 2017    | Louisville | Stephen Hyde         | Katherine Compton |

### Nationale Meisterschaften
| Land               | Datum         | Ort                  | Landesmeister        | Landesmeisterin          |
| ------------------ | ------------- | -------------------- | -------------------- | ------------------------ |
| Australien         | 5. Aug. 2017  | Adelaide             | Chris Jongewaard     | Peta Mullens             |
| Belgien            | 14. Jan. 2018 | Koksijde             | Wout van Aert        | Sanne Cant               |
| Dänemark           | 14. Jan. 2018 | Holbæk               | Sebastian Fini       | Malene Degn              |
| Deutschland        | 14. Jan. 2018 | Bensheim             | Marcel Meisen        | Elisabeth Brandau        |
| Estland            | 14. Okt. 2017 | Rapla                | Martin Loo           | Mari-Liis Mõttus         |
| Finnland           | 29. Okt. 2017 | Nokia                | Sasu Halme           | Susanna Laurila          |
| Frankreich         | 14. Jan. 2018 | Quelneuc             | Steve Chainel        | Pauline Ferrand-Prévot   |
| Großbritannien     | 14. Jan. 2018 | Houghton-le-Spring   | Grant Ferguson       | Helen Wyman              |
| Irland             | 14. Jan. 2018 | Glencullen           | Darnell Moore        | Lara Gillespie           |
| Island             | 11. Nov. 2017 | Reykjavík            | Gústaf Darrason      | Ágústa Björnsdóttir      |
| Italien            | 6. Jan. 2018  | Rom                  | Luca Braidot         | Eva Lechner              |
| Japan              | 10. Dez. 2017 | Nobeyama             | Hikaru Kosaka        | Miho Imai                |
| Kanada             | 28. Okt. 2017 | Sherbrooke           | Michael van den Ham  | Christel Ferrier Bruneau |
| Kroatien           | 14. Jan. 2018 | Pula                 | Matija Meštrić       | Maja Perinović           |
| Luxemburg          | 13. Jan. 2018 | Kayl                 | Sören Nissen         | Christine Majerus        |
| Niederlande        | 14. Jan. 2018 | Surhuisterveen       | Mathieu van der Poel | Lucinda Brand            |
| Norwegen           | 12. Nov. 2017 | Arendal              | Tobias Johannessen   | Elisabeth Sveum          |
| Österreich         | 7. Jan. 2018  | St. Pölten           | Gregor Raggl         | Nadja Heigl              |
| Polen              | 14. Jan. 2018 | Koziegłowy           | Marek Konwa          | Marta Turoboś            |
| Portugal           | 14. Jan. 2018 | Melgaço              | Mario Costa          | Sandra Santos            |
| Rumänien           | 17. Dez. 2017 | Hermannstadt         | Raul-Antonio Sinza   | Eszter Berecki           |
| Schweden           | 13. Jan. 2018 | Göteborg             | Martin Eriksson      | Åsa Maria Erlandsson     |
| Schweiz            | 14. Jan. 2018 | Steinmaur            | Lars Forster         | Jasmin Egger-Achermann   |
| Slowakei           | 3. Dez. 2017  | Bánovce nad Bebravou | Martin Haring        | Janka Keseg Števková     |
| Spanien            | 14. Jan. 2018 | Legazpi              | Ismael Esteban       | Aida Nuño Palacio        |
| Tschechien         | 13. Jan. 2018 | Mladá Boleslav       | Michael Boroš        | Pavla Havlíková          |
| Ungarn             | 14. Jan. 2018 | Budapest             | Zsolt Búr            | Barbara Benkó            |
| Vereinigte Staaten | 14. Jan. 2018 | Reno                 | Stephen Hyde         | Katherine Compton        |